# Palacio de la Música Catalana
El Palacio de la Música Catalana (en catalán: Palau de la Música Catalana) es un auditorio de música situado en la calle Alta de San Pedro en el barrio de la Ribera de Barcelona, España. Fue proyectado por el arquitecto barcelonés Lluís Domènech i Montaner, uno de los máximos representantes del modernismo catalán. La construcción se llevó a cabo entre los años 1905 y 1908, con soluciones en la estructura muy avanzadas con la aplicación de grandes muros de cristal y la integración de otras artes como escultura, mosaicos, vitrales y forja. El edificio, sede central del Orfeón Catalán, fundado en 1891 por Lluís Millet y Amadeo Vives, fue sufragado por industriales y financieros catalanes, ilustrados y amantes de la música, estamento que sesenta años antes ya había financiado el teatro de ópera y ballet Gran Teatro del Liceo.
En 1997 la Unesco incluyó el edificio en su relación del Patrimonio de la Humanidad.
El palacio de la Música Catalana es propiedad de la asociación Orfeón Catalán, que tiene por objeto, conforme a su tradición, el fomento de la cultura catalana, en especial en la vertiente musical y con una atención preferente a la música coral. La Asociación desarrolla sus objetivos a través de la Fundación Orfeón Catalán - Palacio de la Música Catalana, que concentra la gestión de toda la actividad de los coros del Orfeón y del palacio de la Música Catalana.

## Historia

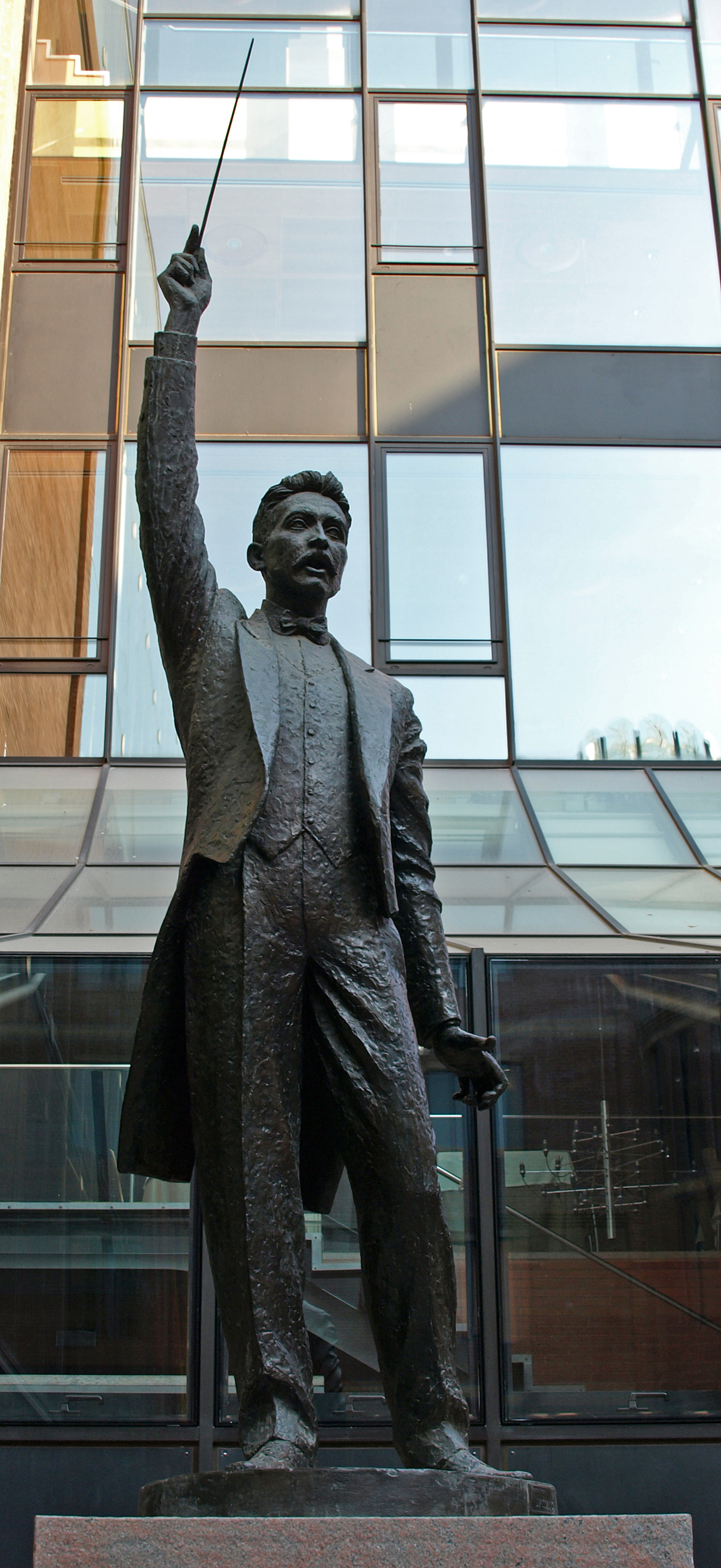
Escultura de Lluís Millet, fundador del Orfeón Catalán, realizada por el escultor Josep Salvadó Jassans

Comienza con un encargo de un proyecto del Orfeón Catalán al arquitecto Luis Domenech para construir un edificio destinado para ubicar su sede social. Este proyecto y su presupuesto correspondiente es aprobado por la asamblea el 31 de mayo de 1904. Antes de terminar el año se realiza la compra del claustro del convento de San Francisco, con una superficie de 1350,75 metros cuadrados y en un precio final de 240 322,60 pesetas, con la intención de destinar este espacio para la construcción del edificio. En el año siguiente, concretamente el 23 de abril de 1905, se realiza el acto de colocación de la primera piedra de las obras, y para su financiación se emiten 6000 obligaciones de cien pesetas.
Cuatro años más tarde, el 9 de febrero de 1908, se celebra su inauguración.
El auditorio fue destinado a conciertos de música orquestal e instrumental, así como a interpretaciones corales y a recitales de cantantes. Pero en el palacio han tenido también cabida actos culturales, políticos, obras teatrales y por supuesto las más variadas actuaciones musicales. En la actualidad sigue cumpliendo todas estas funciones, tanto en el ámbito de la música culta como en el de la música popular.
La sala presenta una excelente acústica. Muchos de los mejores intérpretes y batutas del mundo del último siglo (desde Richard Strauss hasta Daniel Barenboim, pasando por Ígor Stravinski y Arthur Rubinstein, Pau Casals y Frederic Mompou) han desfilado por este auditorio, auténtico santuario de la música de Cataluña y al tiempo sala de conciertos de referencia en el panorama artístico internacional.
En el año 1960 tuvieron lugar los denominados sucesos del Palau de la Música coincidiendo con una visita de Francisco Franco a Cataluña. Se había conseguido la autorización para interpretar el Cant de la Senyera en el palacio, con motivo de la celebración del centenario del poeta Joan Maragall, autor del poema de la letra. La prohibición gubernativa en el último momento por parte de las autoridades, hizo que el público asistente se pusiese en pie para cantar dicho himno y se lanzaran octavillas contra el dictador. Por este hecho hubo detenciones, entre ellas la del futuro presidente de la Generalidad de Cataluña, Jordi Pujol, que fue sometido a un consejo de guerra. Hasta el año 1967 no pudo volver a ser interpretado legalmente el Cant de la Senyera.
El palacio de la Música Catalana fue declarado Monumento Nacional en 1971. Con tal motivo se realizaron amplias obras de restauración bajo la dirección de los arquitectos Joan Bassegoda y Jordi Vilardaga.
Pero es a partir de la década de los ochenta del siglo XX cuando se decide por parte del Orfeón Catalán efectuar una gran reforma del edificio y también jurídica, así se constituyó en 1983 el Consorcio del Palacio de la Música Catalana, manteniendo la propiedad el Orfeón pero interviniendo el Ayuntamiento de Barcelona, la Generalidad de Cataluña y el Ministerio de Cultura. En cuanto a las obras del edificio se encarga el proyecto a Óscar Tusquets. Estas obras duraron siete años, llevándose a cabo todo el proyecto de Tusquets que fue reconocido con el Premio FAD 1989 de Arquitectura, Reformas y Rehabilitaciones. Lluís Domènech Girbau, arquitecto y nieto del primer arquitecto del palacio, Domènech Montaner, escribió sobre estas obras elogiándolas:

La rehabilitación de la sala y los accesos, la edificación de un nuevo edificio anexo para los servicios (...) han dado como resultado una obra coherente y creativa, perfectamente al día en cuanto a seguridad y especificaciones de confort y acústica, dentro del espíritu innovador radical y amante del detalle que Domènech i Montaner habría deseado.

 En 1990 se formó la fundación Orfeón Catalán-Palacio de la Música Catalana para los actos del centenario del Orfeón y además para conseguir recursos privados con actividades organizadas en el palacio.

## Restauraciones
Entre los años 1982 y 1989 se realizó la primera parte de la restauración y ampliación del palacio, a cargo de los arquitectos Óscar Tusquets y Carles Díaz. La segunda parte de esta restauración, también bajo la dirección de Óscar Tusquets y Josep Palain, fue comenzada en 2000. En esta fase se adosó al palacio un edificio de seis pisos cuyo chaflán se resuelve mediante una torre cuya base esta esculpida en forma de una gran palmera.
El nuevo edificio y la plaza se ubicaron en el terreno que anteriormente ocupaba la iglesia.
El objetivo de esta restauración era modernizar y ampliar la edificación original. En primer lugar se buscó restaurar partes dañadas y del edificio, para luego actualizarlo a la nueva época. De esta forma ampliaron y dieron vida al patio oculto, brindando una sensación de espacialidad mayor. A su vez consiguieron un nuevo acceso, acceso principal por el que hoy en día se accede al edificio. En la ampliación realizada junto al escenario, se colocaron servicios para los artistas, como por ejemplo camerinos, vestuarios y nuevas salas de ensayo.

## Arquitectura

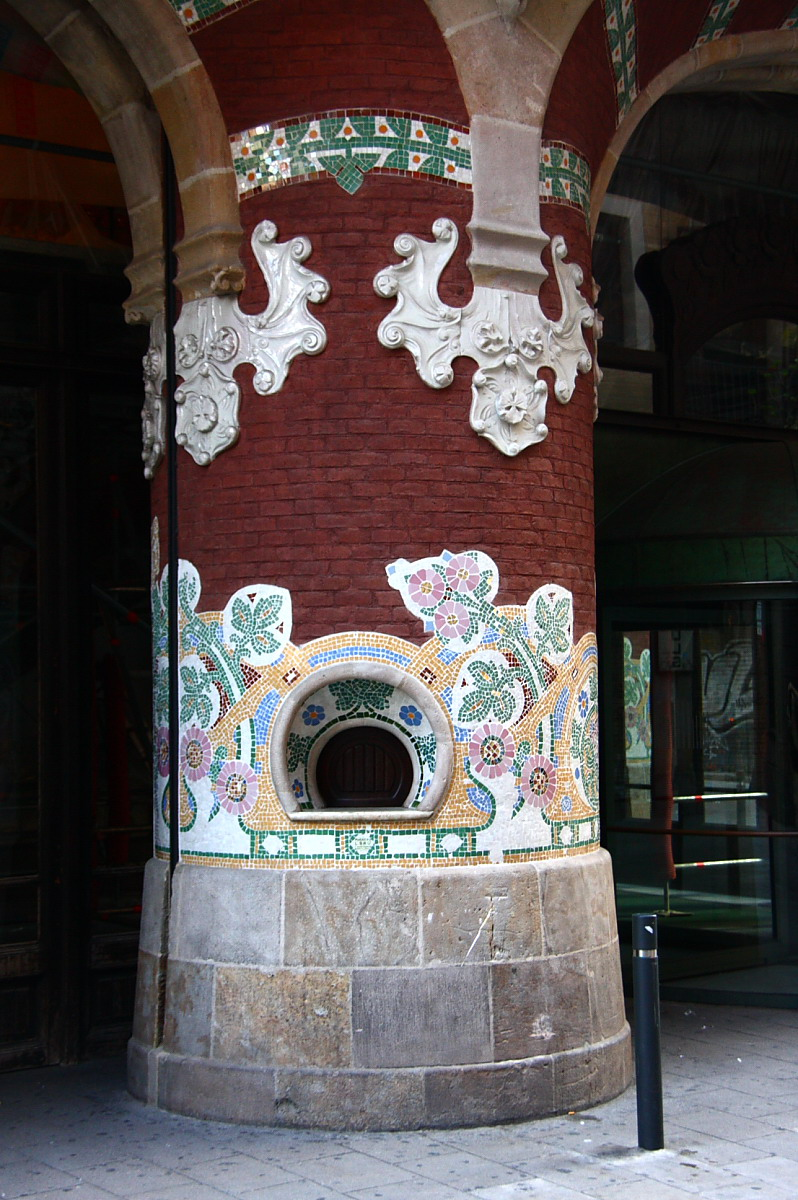
Antigua taquilla, original de Domènech i Montaner, en el interior de una columna con el típico trencadís

La arquitectura de Domènech es de gran calidad y originalidad, resaltando la estructura de hierro que permite la planta libre cerrada por vidrio y por otro lado la integración en la arquitectura de las artes aplicadas. Dos decisiones demuestran la tipología y la innovación tecnológica del proyecto: la primera la solución del patio en la medianera del solar con la iglesia para que la sala de conciertos quedara con la misma simetría de distribución y entrada de luz. La segunda fue la resolución de ubicar el auditorio en el primer piso con el acceso desde la planta baja por los diferentes tramos de la escalera con un tratamiento tan efectivo que compensa la ascensión: con esto se consiguió la utilización de la planta baja para oficinas del Orfeón.
En el exterior se mezclan elementos escultóricos, que hacen alusión al mundo de la música, con elementos arquitectónicos y decorativos de carácter modernista y barroquizante. En el interior el arquitecto combinó magistralmente los diversos materiales de construcción con cerámica (el trencadís tan típico del modernismo catalán) y vidrio. La sala y el escenario forman un conjunto armónico, en el que uno se integra en el otro. El escenario está dominado en su parte trasera superior por los tubos del órgano, que se convierten a su vez en un elemento decorativo e icono del propio palacio. La embocadura del escenario está enmarcada por ilustraciones escultóricas espectaculares, sendas alegorías de la música culta y de la música popular: a la derecha, un busto de Ludwig van Beethoven sobre columnas dóricas que sostienen unos cúmulos de los que emerge la cabalgata de las walquirias (clara referencia a la adoración por Richard Wagner que siempre ha sentido el público catalán); a la izquierda, unos chicos al pie de un sauce en cuyas ramas aparece el busto de José Anselmo Clavé, alusión al texto de la canción Les flors de maig de este autor.
Entre 1982 y 1989 se realizó una gran restauración y ampliación bajo la dirección de los arquitectos Óscar Tusquets y Carles Díaz, iniciándose la segunda parte en el año 2000 dotando al palacio con un edificio adosado de seis pisos de altura donde se ubican los camerinos, el archivo, la biblioteca y una sala de reuniones. Abriéndose a una plaza gracias al derribo de la iglesia de San Francisco de Paula, que había sufrido un incendio durante la guerra civil española y se había hecho una reconstrucción sin valor arquitectónico. En la segunda fase se realizaron reformas interiores y una nueva ampliación con una sala de audición y ensayo así como un restaurante.

### Fachada principal primitiva

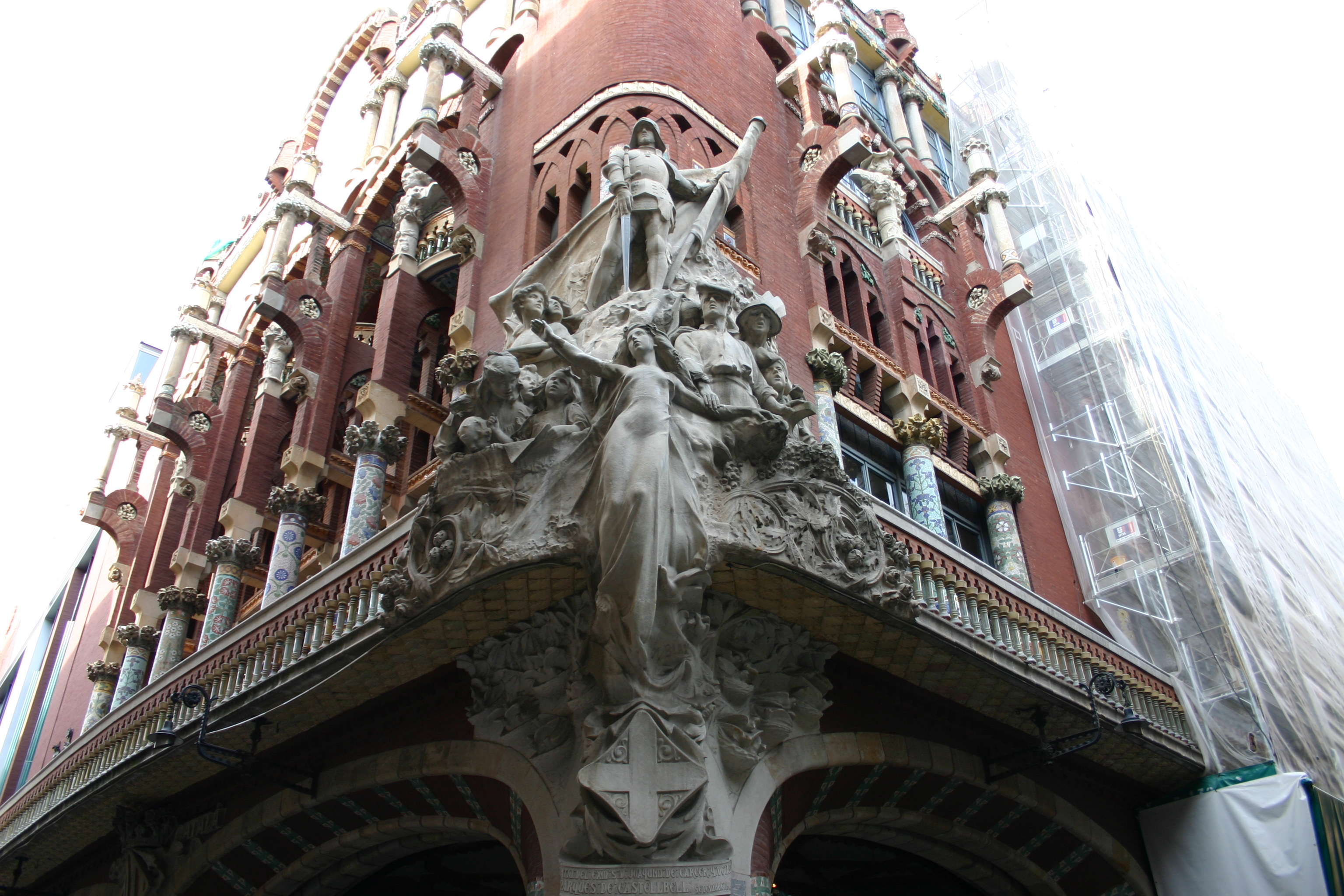
Detalle de la fachada antigua, con el grupo escultórico La canción popular catalana, de Miguel Blay

Se encuentra situada en la calle Alta de San Pedro, único acceso hasta el año 1989, hace esquina con la calle de Amadeo Vives, que se resuelve con la inclusión del grupo escultórico La cançó popular catalana (La canción popular catalana), a manera de proa, del artista Miguel Blay, en la que están representados un san Jorge, debajo una figura femenina en el centro como un gran mascarón de proa, rodeada de un grupo de personajes que representan el marinero, los campesinos, el anciano, los niños, la clase alta de la sociedad, símbolo de que el palacio de la Música Catalana era para todo el pueblo. Según consta en una inscripción al pie de la escultura, fue pagada por el marqués de Castellbell (Joaquim de Càrcer i de Amat), y que tuvo lugar su inauguración el día 8 de septiembre de 1909.
La complejidad de la fachada angular a dos calles estrechas hace difícil la visión completa del conjunto.
Otros elementos de esta fachada son los arcos con grandes columnas de ladrillo rojo y cerámica. En el primer piso hay un balcón que recorre la fachada con catorce columnas en grupos de dos, cubiertas con mosaico todas con dibujo diferente, en el segundo piso los bustos de los músicos sobre columnas, realizados por Eusebio Arnau, de izquierda a derecha son Palestrina, Bach y Beethoven, pasado el grupo escultórico de la esquina se encuentra el busto de Wagner ya en la calle Amadeo Vives. En dos de estas columnas a nivel de la calle se encontraban dentro de ellas las taquillas originales. En la parte superior de esta fachada un gran frontón en mosaico de Lluís Bru simboliza la senyera (bandera) del Orfeón de Antoni Maria Gallissà y en el centro una reina presidiendo una fiesta con una rueca, en alusión a La Balanguera, poema de Joan Alcover i Maspons con música del compositor Amadeo Vives, una pieza de las que más interpretaba el Orfeón y que a partir de 1996 es el himno oficial de Mallorca.

### Fachada principal actual

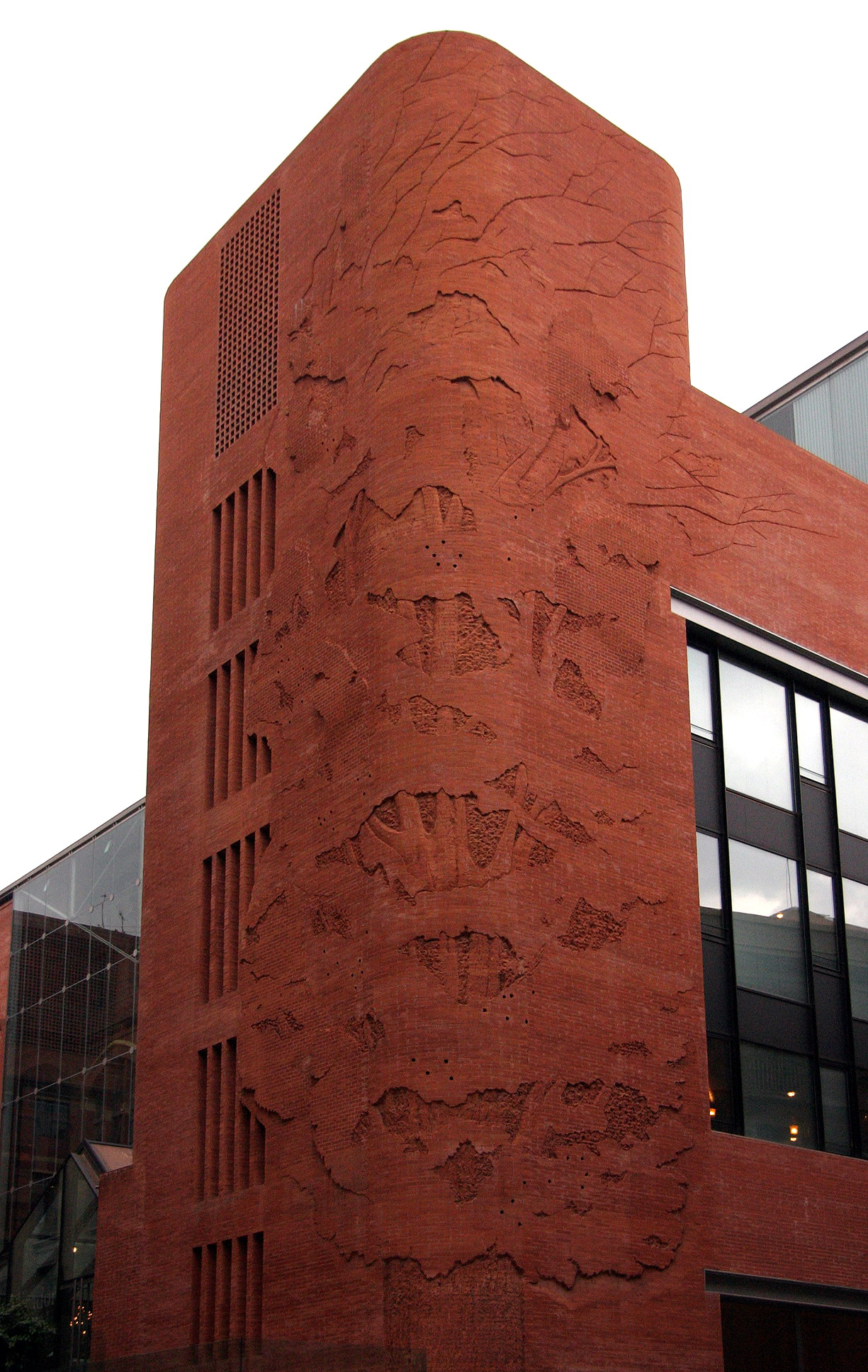
Fachada en ángulo, donde se aprecia la representación de un gigantesco árbol en ladrillo rojo

En esta fachada se encuentra la entrada habitual a partir del año 1989, a través de una nueva explanada a la que se accede desde una calle que desde el año 2006 se denomina con el nombre de palacio de la Música.
La fachada realizada por Domènech i Montaner, sorprende por su construcción que se realizó como si fuera a la vista, a pesar de que estaba completamente ciega por la posición en todo su frontal de la iglesia de san Francisco de Paula. Para conseguir la entrada de luz a través de los ventanales de esta fachada, el arquitecto construyó un patio de unos tres metros de anchura que hacía de límite con la iglesia y a pesar de que no era vista, la realizó con gran riqueza de materiales y diseño, la obra de ladrillo rojo visto, barandillas de hierro forjado, cornisas y capiteles esculpidos y con unos vitrales de colores iguales que en el resto de la edificación. Según unos datos aportados por Pere Artís, el presupuesto inicial de las obras del palacio era de 450 000 pesetas que se llegaron a duplicar, habiendo alguna fricción entre el cliente y el arquitecto debido a la tozudez del mismo por acabar esta fachada igual que la que estaba a la vista y por lo tanto el encarecimiento de la obra.

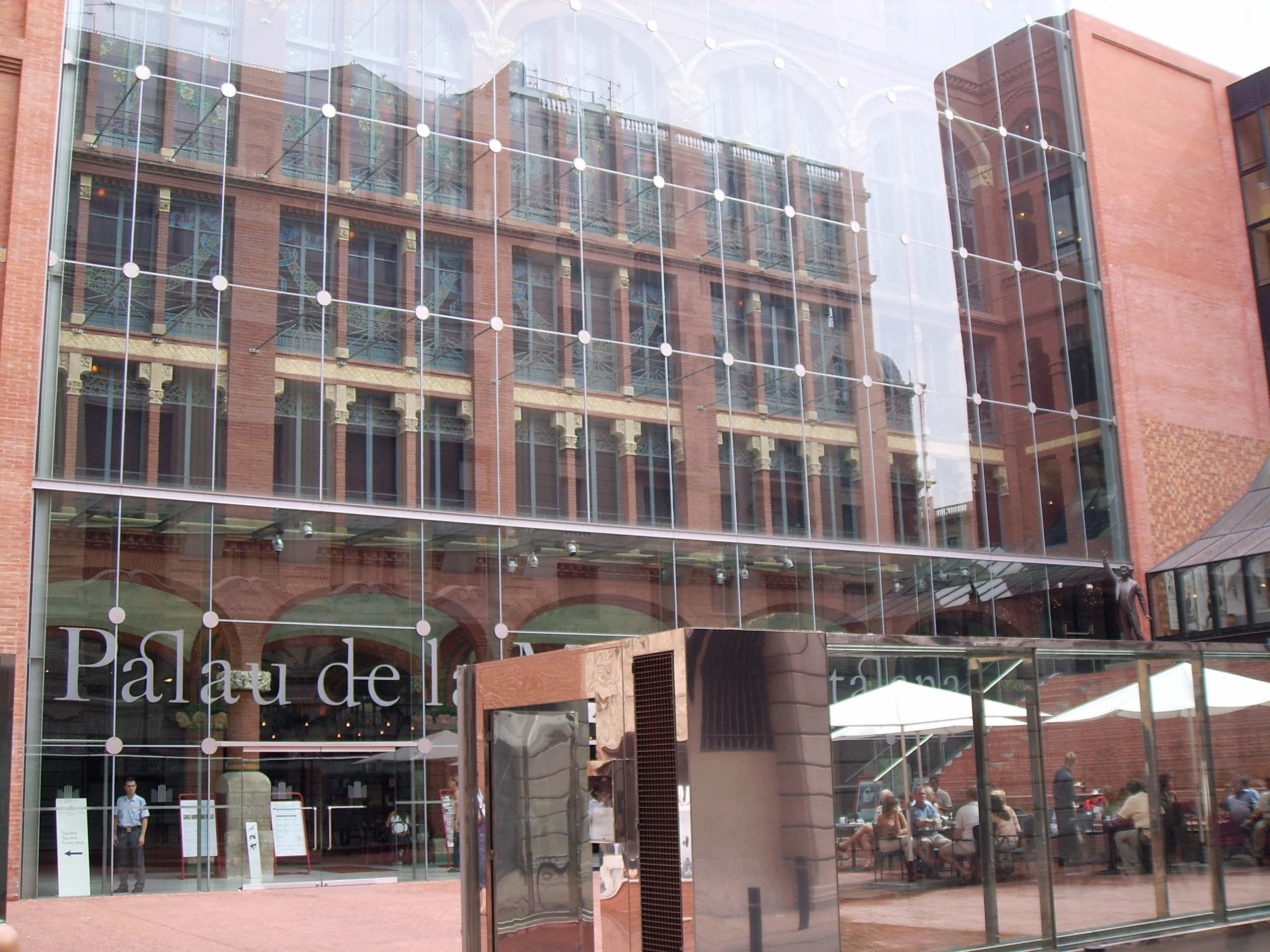
Fachada principal cubierta con la pantalla de vidrio de Óscar Tusquets

En la parte izquierda de la fachada se encuentra el edificio de servicios, realizado por los arquitectos Óscar Tusquets, Lluís Clotet y Carles Díaz en la última veintena del siglo XX, con una torre con la base esculpida como si de una gran palmera se tratara, es también, por donde hay la entrada de los artistas. En la parte derecha se encuentra sobre unas escaleras la escultura dedicada a Lluís Millet, del escultor Josep Salvadó Jassans realizada en 1991 y la entrada al restaurante del palacio, llamado Mirador y realizado como una caja de cristal. En este extremo de la fachada el ángulo con la calle Alta de San Pedro, también se resuelve a manera de proa como en la fachada antigua, representando en ladrillo rojo y en bajo relieve, un gigantesco Árbol de la Vida realizado por el escultor barcelonés Naxo Farreras.
Toda la fachada central recuperada ha sido cubierta por otra nueva haciendo pantalla de vidrio con el nombre del edificio, Palau de la Música Catalana, grabado en los cristales.

## Interior

### Vestíbulo

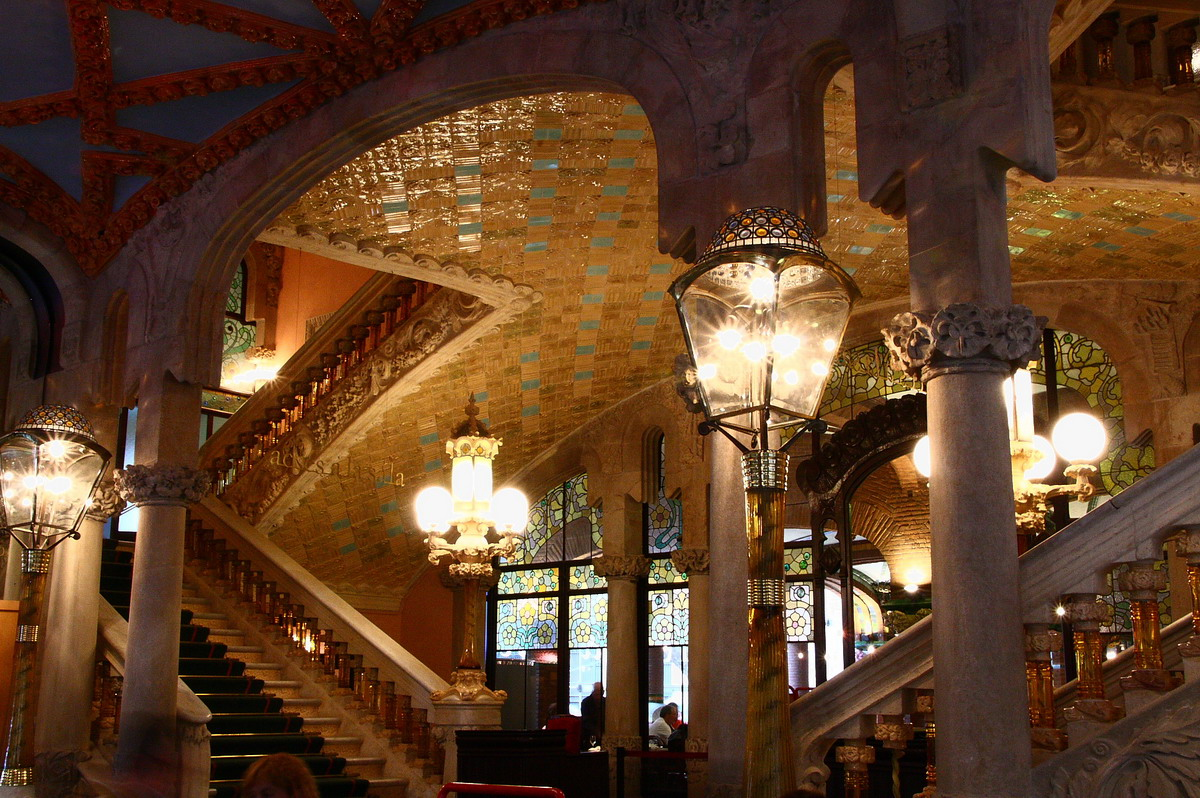
Vestíbulo de la antigua entrada

Por la antigua entrada de la calle Alta de San Pedro, lo primero que se ve es una gran escalera doble hacia el primer piso con iluminación de grandes farolas, la barandilla está ricamente labrada en piedra y con los balaustres de vidrio, los arrimaderos son de cerámica vidriada y con relieves de flores igual que la ornamentación de los techos. Ya en esta entrada se puede recordar al escritor Robert Hughes, refiriéndose al palacio:

Nunca más se construirá en Barcelona nada que se pueda parecer desde el punto de vista de atrevimiento conceptual, brillantez formal, simbolismo y efecto decorativo.

### Sala Lluís Millet

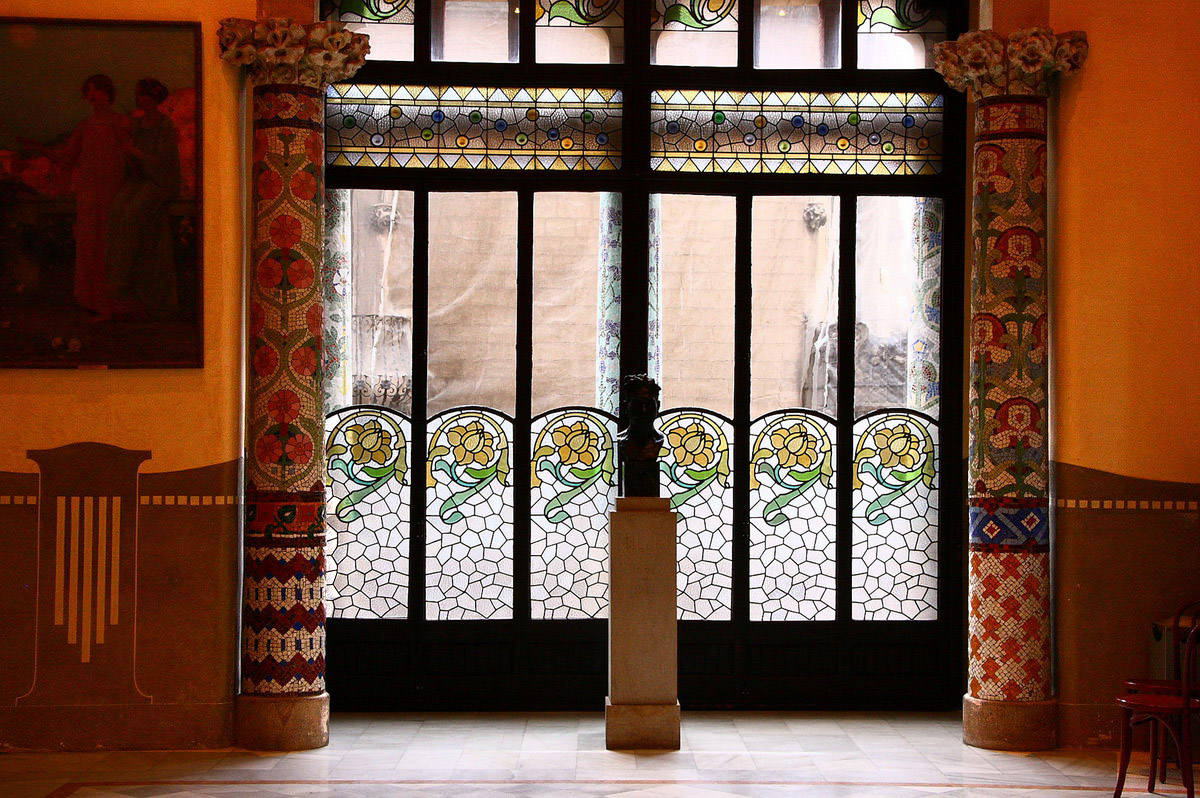
Ventanal de la sala Lluís Millet

Situada en el primer piso, enfrente de la sala de conciertos, es lo que se llama una sala de espera o descanso con una imponente lámpara modernista, las puertas son de vidrio y desde esta sala se pasa a la terraza donde nos encontramos las columnas decoradas con mosaicos que dan a la calle Alta de San Pedro, todas las columnas son diferentes en color y decoración, esta sala también está destinada para celebrar actos sociales o ruedas de prensa.
Para decorar la sala se han incluido bustos: 
- Los Fundadores: Lluís Millet i Amadeu Vives (ambos por Joan Matamala), el president Joaquim Cabot (por Eusebi Arnau)

- Los Músicos: Pau Casals (por Brenda Putnam), Eduard Toldrà, Joan Massià (por Eva Moshack), Frederic Mompou (por Joan Rebull), Xavier Montsalvatge (por Manolo Hugué), Manuel Blancafort (por Eudald de Juana), Alícia de Larrocha (por Ramon Cuello), Rosa Sabater (por Josep Maria Subirachs) i Victòria dels Àngels
- El arquitecto Lluís Domènech i Montaner (replica de una obra de Eusebi Arnau).

### Sala de conciertos

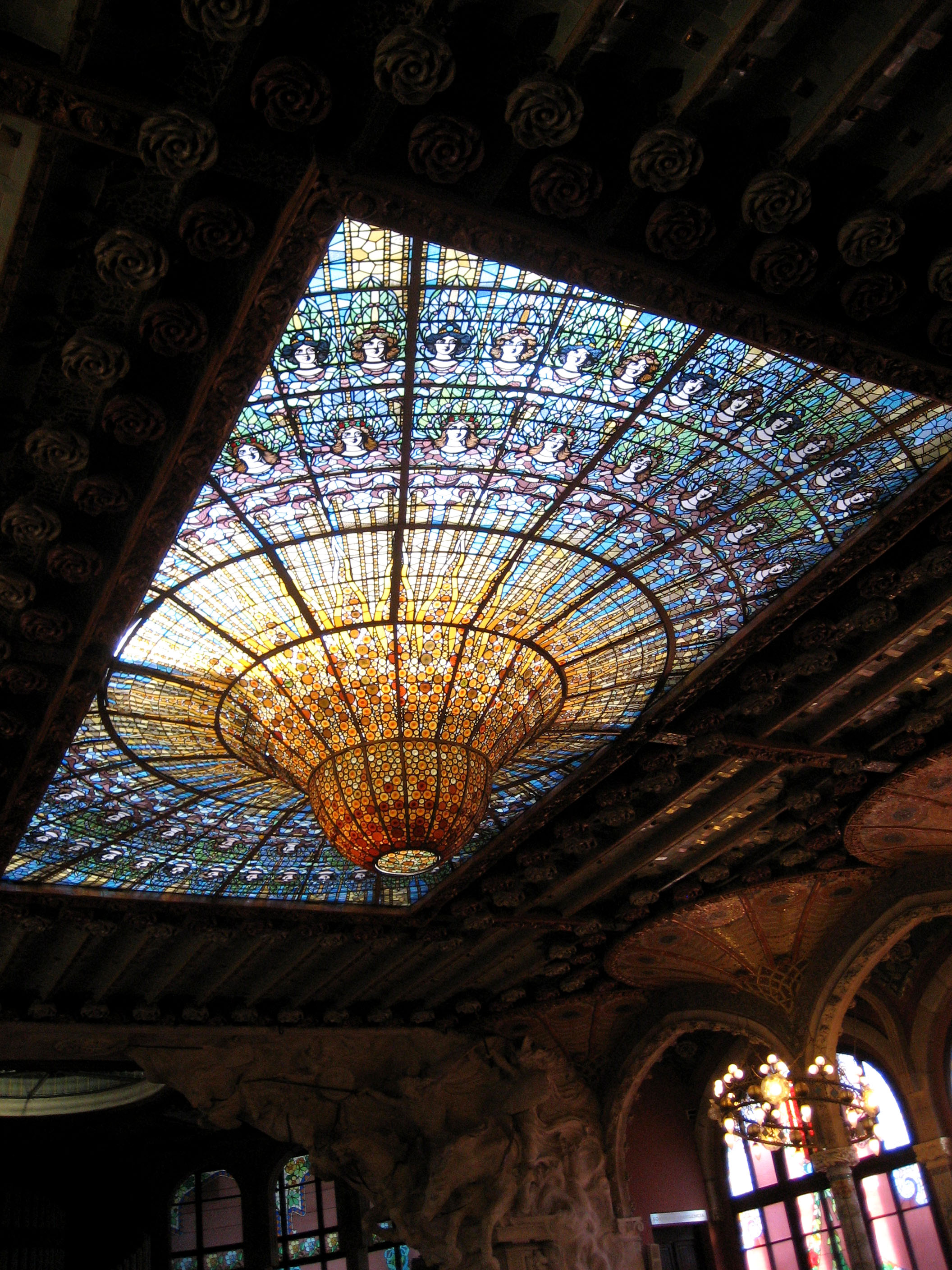
Claraboya del techo de la platea

Al entrar en la sala desde el primer piso, hace el efecto de una entrada oscura encontrándose, enseguida, con un gran efecto teatral, con la explosión de luz y color que tiene la gran sala, los vitrales en ambos lados corren desde el suelo al techo con el primero y segundo piso de butacas como si fueran unas bandejas, columnas decoradas con mosaicos de colores como el techo con rosas rojas y blancas de cerámica vidriada, en la intersección de los arcos superiores se aprecian unos mosaicos en semicírculo representando colas de pavos reales con todo su esplendor y colorido, y en el centro del techo sirviendo para luz natural y eléctrica, la gran claraboya o lámpara realizada por Antoni Rigalt i Blanch, como un gran sol con forma de esfera invertida, de cristales dorados en el centro y rodeado de otros con tonos más suaves azules y blancos representando bustos femeninos. Este símbolo tan característico y genuino del palacio, representa la propia marca de la Fundación Orfeón Català-Palau de la Música Catalana, y está protegida, junto a otros elementos del interior del palacio, por marcas titularidad de la Fundación. 
El aforo de la sala de conciertos es de 2049 personas distribuidas en:
- Platea, 688
- anfiteatro, 321
- Segundo piso, 910
- Galerías del órgano, 82
- Reservadas, 48

#### Escenario

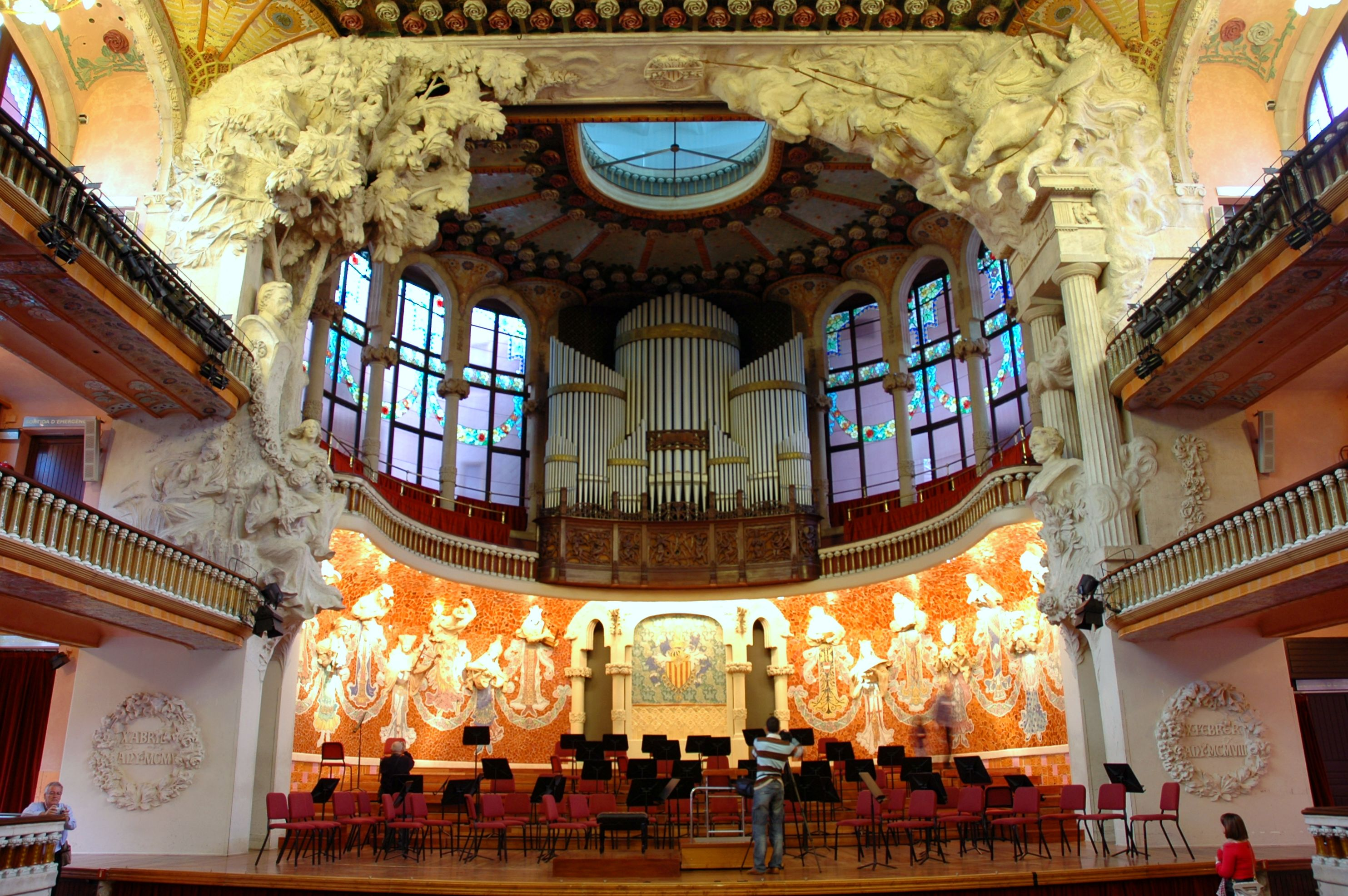
Escenario de la sala de conciertos

En la boca del escenario, de once metros de anchura, se encuentra el grupo escultórico de Diego Massana y continuado por el joven Pablo Gargallo, que representa en la parte derecha el busto de Beethoven debajo de la cabalgata de las Valquirias con una clara simbología de la música clásica centroeuropea de Wagner (en su honor en el año 1901 se fundó la Asociación Wagneriana de Barcelona) y la representación de la música popular catalana en el lado izquierdo, con el busto de José Anselmo Clavé debajo de un gran árbol a los pies del cual se encuentra un grupo de cantantes. La magnitud de esta obra escultórica hace que en su parte superior se acerquen casi hasta tocarse.
En la parte del semicírculo posterior del escenario, se encuentran dieciocho musas modernistas en mosaico y en relieve a partir de la cintura que parece que están danzando saliendo de los muros, realizadas la parte escultórica superior por Eusebio Arnau y el trencadís de las faldas por Mario Maragliano y Lluís Bru, todas son portadoras de diferentes instrumentos musicales, sobre ellas se encuentra instalado el órgano.

#### Órgano
La adquisición del órgano se hizo a la casa alemana Walcker Orgelbau, de Ludwigsburg y se realizó en el año 1908. El primer concierto con él realizado, por Alfred Sittard organista de la catedral de Dresde, supuso escuchar por primera vez un concierto de órgano en Barcelona en un recinto distinto a una iglesia. En 2003 fue restaurado por Gerhard Grenzing gracias a las aportaciones realizadas por empresas privadas y muchos particulares que tenían la posibilidad de apadrinar un tubo.

## Petit Palau

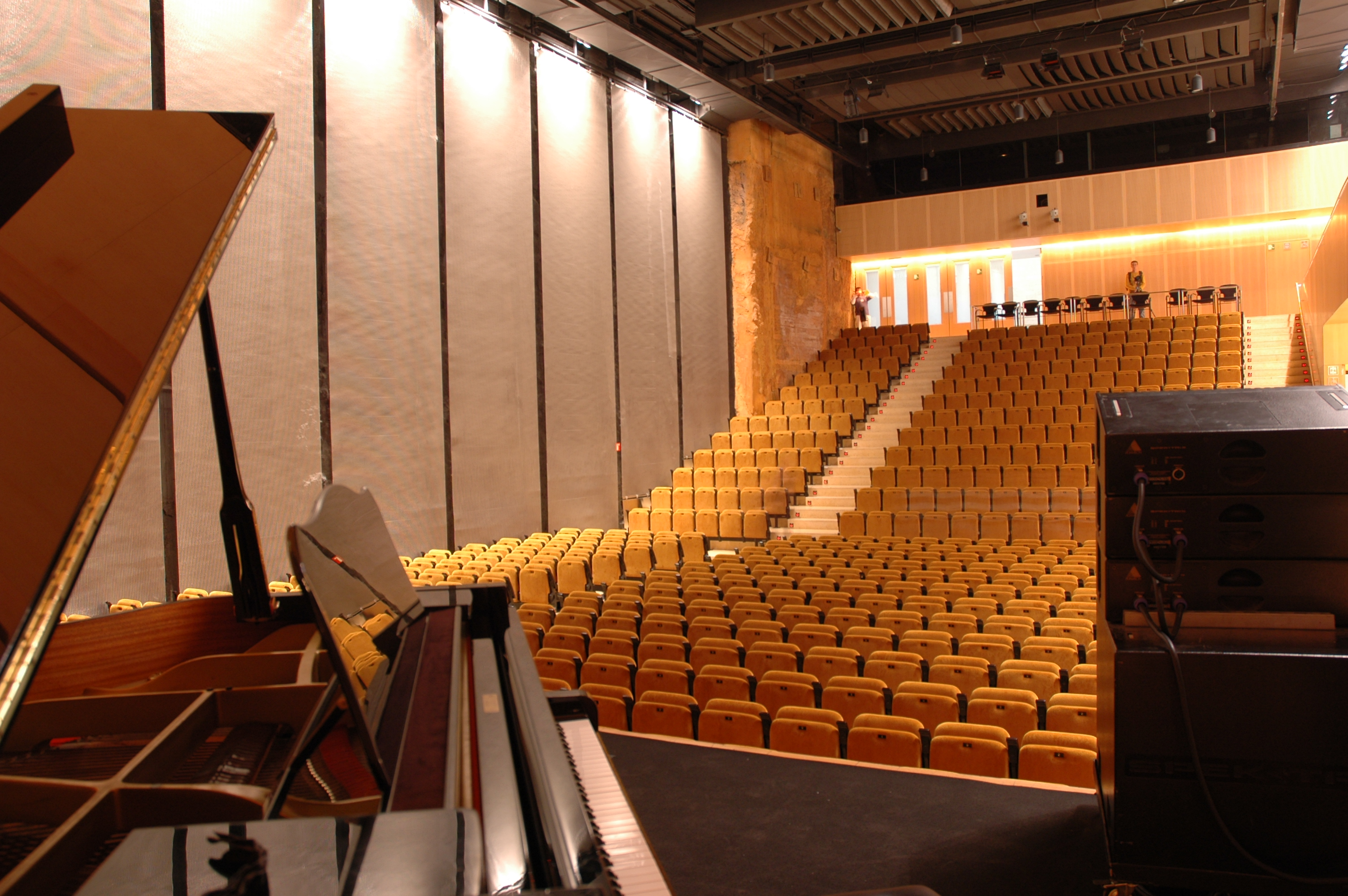
El Petit Palau, diseñado por Óscar Tusquets, visto desde su escenario

Proyectado por el arquitecto Óscar Tusquets en el nuevo edificio a continuación de la entrada por la calle Alta de San Pedro, se encuentra a once metros de profundidad y fue inaugurado en el año 2004. Tiene un aforo teatral para 538 personas y una perfecta acústica, excelente para música de cámara, además se realizan en su espacio todo tipo de actos sociales y culturales, para los que se está dotado de grandes avances tecnológicos.
En el año 2007 fue uno de los cinco proyectos galardonados con el premio Uli Awards For Excellence europeos en reconocimiento al diseño y valor arquitectónico.

## Biblioteca
Se inició la colección por el Orfeón el año 1891, consta de diversos legados con manuscritos del siglo VI, y una gran cantidad de volúmenes la mayoría de ellos de temas musicales; hay partituras y el repertorio completo de las piezas cantadas por el coro desde su fundación.

## Historia artística
Muchos de los mejores solistas y cantantes del siglo XX han actuado en el palacio de la Música Catalana, entre ellos: Pau Casals, Jacques Thibaud, Alfred Cortot, Eugène Ysaÿe, Albert Schweitzer, Enrique Granados, Blanche Selva, Wilhelm Backhaus, Emil Sauer, Wanda Landowska, Clara Haskil, Fritz Kreisler, Arthur Rubinstein, Claudio Arrau, Yehudi Menuhin, Mstislav Rostropóvich, Alicia de Larrocha, Victoria de los Ángeles, Montserrat Caballé, José Carreras, Maria Uriz, Elisabeth Schwarzkopf, Barbara Hendricks, Alfred Brendel, Wilhelm Kempff, Sviatoslav Richter, Vladimir Ashkenazy, Maurizio Pollini, Maria João Pires, Jean-Pierre Rampal, Jessye Norman, Daniel Barenboim, etc.
Grandes orquestas y directores han visitado el auditorio desde su primer año en funcionamiento: la Orquesta Filarmónica de Berlín con Richard Strauss, Herbert von Karajan, Claudio Abbado y Mariss Jansons; Orquesta Filarmónica de Viena, con Carl Schuricht, Karl Böhm, Zubin Mehta y Leonard Bernstein; Orquesta Real del Concertgebouw con Eugen Jochum, Antal Doráti y Mariss Jansons; Orquesta Filarmónica de Israel y Zubin Mehta; Staatskapelle Berlin y Orquesta Sinfónica de Chicago con Daniel Barenboim, New York Philharmonic con Kurt Masur, Orquesta Filarmónica de Múnich con Sergiu Celibidache, Cleveland Orchestra con Lorin Maazel, Philharmonia Orchestra con Carlo Maria Giulini, Concentus Musicus Wien con Nikolaus Harnoncourt; Václav Neumann, Jordi Savall, Philippe Herreweghe, y coros como: Cappella Musicale Pontificia Sistina, Orfeón Donostiarra, Escolanía de Montserrat, Niños Cantores de Viena, etc.
De 1920 a 1936 el palacio fue la sede de la Orquesta Pau Casals donde fue dirigida por Pau Casals, Richard Strauss, Vincent d'Indy, Igor Stravinsky, Arnold Schönberg, Anton Webern, Arthur Honegger, Manuel de Falla, Eugène Ysaÿe, etc. Durante los años de 1947 a 1999, la orquesta residente del palacio fue la Orquesta Sinfónica de Barcelona y Nacional de Cataluña.
Compositores y músicos importantes han interpretado o dirigido sus propias obras: Enrique Granados, Richard Strauss, Maurice Ravel, Serguéi Prokófiev, Igor Stravinsky, Manuel de Falla, Arnold Schönberg, Serguéi Rajmáninov, Anton Webern, Roberto Gerhard, George Enescu, Darius Milhaud, Francis Poulenc, Arthur Honegger, Federico Mompou, Krzysztof Penderecki, Witold Lutoslawski, Pierre Boulez, etc.
Otros artistas, actores, bailarines, músicos de jazz, cantantes y grupos de música popular, rock, y otros estilos también han actuado en el palacio: Raphael, Vittorio Gassman, Maurice Béjart, Ángel Corella, Charles Aznavour, Duke Ellington, Tete Montoliu, Oscar Peterson, Woody Allen, Keith Jarret, Ella Fitzgerald, Michel Camilo, Tamara Rojo, Paco de Lucía, María Dolores Pradera, Bebo Valdés, Luis Eduardo Aute, Georges Moustaki, Miguel Poveda, Marina Rossell, Ana Belén, David Bisbal, Jorge Drexler, David Bustamante, Cassandra Wilson, Lila Downs, Vicente Amigo, Norah Jones, Sinéad O'Connor, Ute Lemper, Ornella Vanoni, entre muchos otros.
El palacio se convirtió en el escenario emblemático para los cantautores de la Nova Cançó: cantar en el palacio fue una manera de consagración para un cantante. Raimon, Joan Manuel Serrat, Maria del Mar Bonet, Lluís Llach, Ovidi Montllor o Francesc Pi de la Serra han hecho recitales en él.
Durante años también se representaron con una cierta frecuencia obras de teatro, sobre todo teatro experimental o de autores que no podían representarse en otros locales: compañías como el Teatre Experimental Català, la Compañía Adrià Gual o la Agrupación Dramática de Barcelona (1955-19963) hicieron del palacio la sede de sus estrenos, entre los que cabe destacar espectáculos como el estreno de la Primera història d'Esther de Salvador Espriu, la de El Ben Cofat i l'altre de Josep Carner, la del Pigmalión de Joan Oliver, las obras de Joan Brossa, entre otras.

### Algunos estrenos absolutos

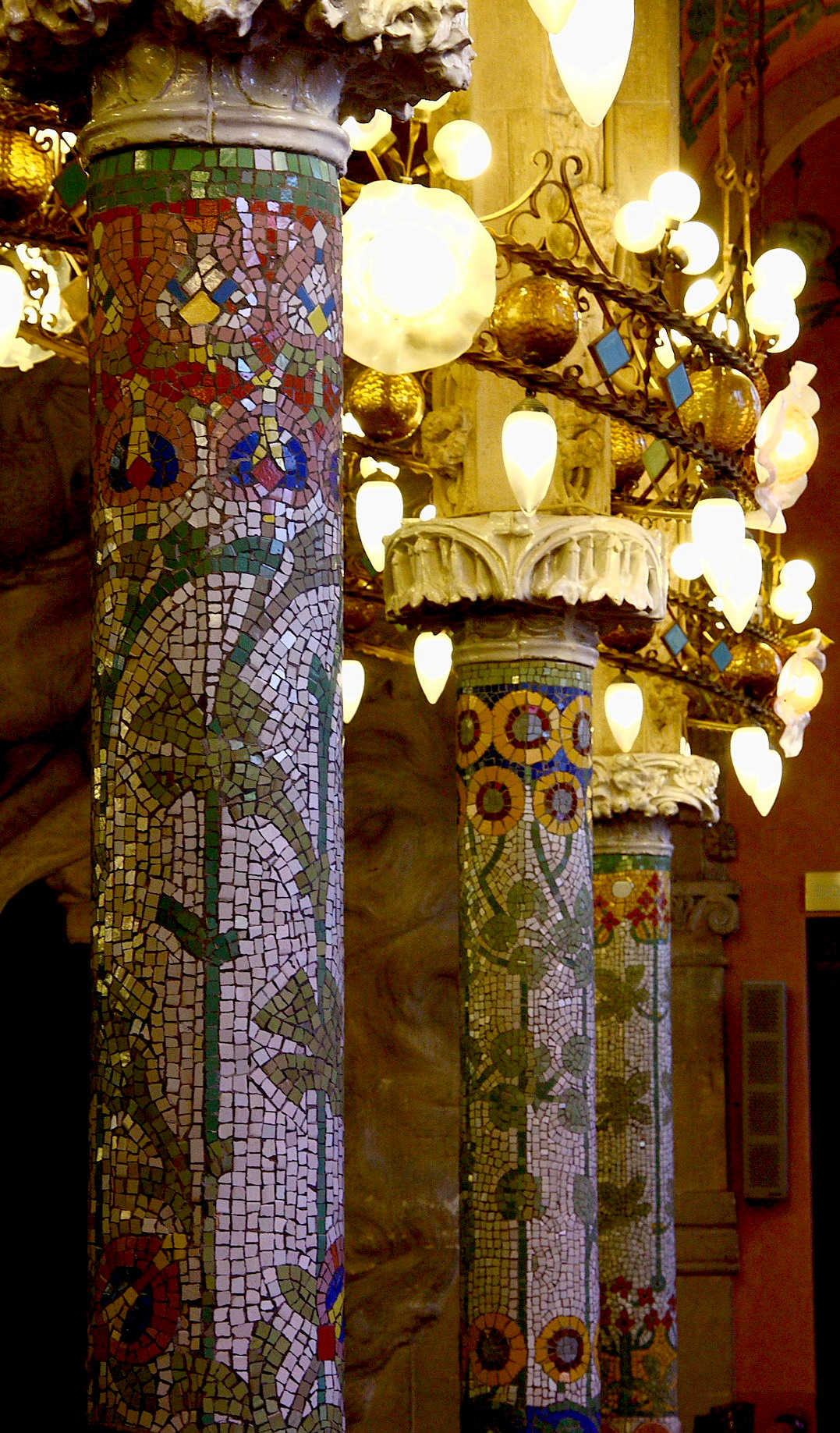
Columnas del segundo piso, decoradas con mosaicos de Lluís Bru

- 1911 - Enrique Granados. Goyescas Suite para piano, primera parte; Isaac Albéniz. Azulejos, para piano (acabada por Granados) (11 de marzo).
- 1924 - Joaquín Turina. Tres arias para soprano y piano (19 de diciembre).
- 1925 - Manuel de Falla. Psyché (9 de febrero).
- 1926 - Manuel de Falla. Concierto para clavecín y cinco instrumentos Jaume Pahissa. Suite Intertonal (24 de octubre); Joaquín Turina. Dos canciones.
- 1928 - Eduard Toldrá. El giravolt de maig, ópera con libreto de Josep Carner; Joaquín Turina. Ritmos: fantasía cinematográfica para orquesta y Evocaciones para piano (29 de octubre).
- 1929 - Roberto Gerhard. Concertino para cuerdas, Quinteto de viento (22 de diciembre).
- 1932 - Manuel Blancafort. El rapte de les Sabines (16 de octubre).
- 1936 - Alban Berg. Concierto de violín "a la memoria de un ángel" (19 de abril)
- 1940 - Joaquín Rodrigo. Concierto de Aranjuez (9 de noviembre).
- 1945 - Xavier Montsalvatge. Cinco canciones negras (19 de junio).
- 1946 - Joaquín Rodrigo. Quatre cançons en llengua catalana y Tríptic de Mossén Cinto (22 de noviembre).
- 1948 - Xavier Montsalvatge. Sinfonía mediterránea (18 de noviembre)
- 1951 - Manuel Blancafort. Concert ibèric para piano (3 de marzo).
- 1952 - Federico Mompou. Cantar del alma (10 de mayo).
- 1960 - Xavier Montsalvatge. Càntic espiritual (9 de abril).
- 1961 - Federico Mompou. Variaciones sobre un tema de Chopin (13 de octubre).
- 1963 - Xavier Montsalvatge. Desintegración morfológica de la Chacona de Bach (18 de octubre).
- 1966 - Joaquim Homs. Cuarteto de cuerdas núm. 6 (4 de octubre).
- 1974 - Josep Soler Sardà. Edipo y Yocasta. Ópera-oratorio (30 de octubre).
- 1977 - Joaquín Rodrigo. Sonata a la breve, para violoncelo y piano (11 de mayo)

## Visitas
Existe la posibilidad de visitar su interior mediante visitas guiadas, adquiriendo una entrada al efecto en la taquilla. La visita incluye los diferentes espacios, en razón de su disponibilidad: la sala de ensayos del Orfeón Catalán, donde se muestra un audiovisual, la sala Lluís Millet y la sala de conciertos.

## Caso de corrupción
El 23 de julio de 2009 se realiza un registro policial de nueve horas en palacio de la Música por orden de un juez de Barcelona que investiga el supuesto desvío de más de 2 millones de euros de los fondos del Orfeón Catalán. Los gestores durante más de 30 años, Fèlix Millet y Jordi Montull y varios de sus colaboradores resultaron ser los autores del mayor expolio jamás conocido en una entidad cultural europea. De hecho, crearon la fundación para actuar libremente sin que los responsables del orfeón o el palacio pudieran intervenir, dándose la paradoja de que, mientras la fundación obtenía grandes sumas de dinero, estas no llegaban a los destinatarios primordiales, que eran los coros del Orfeón y el mismo palacio. Al contrario, el Orfeón padecía de falta de recursos y no podía hacer algunas de las giras programadas. El palacio ofrecía una programación de calidad, pero a unos precios mayores que en otros auditorios, ya que el dinero obtenido por otras vías no era suficiente. Luego se descubrió que lo era, pero no llegaba a su destino, sino al bolsillo de los gestores.
Seis meses después del registro policial y de que el jurista y gestor cultural Joan Llinares se hiciese cargo de la dirección de la institución, las auditorías practicadas bajo su coordinación acreditaban un desfalco de más de 34 millones de euros de los que en esa misma fecha se habían recuperado poco más de 6. La desidia judicial ha contribuido también a que los autores del desfalco hayan eludido la cárcel y, probablemente, también eludan buena parte de la responsabilidad civil ya que durante meses han dispuesto de libertad para transferir sus recursos a cuentas ocultas o cambiar la titularidad de sus propiedades. Millet ha sido un personaje omnipresente en la vida pública y económica de Cataluña durante los últimos treinta años, lo que le confiere un considerable poder reforzado por la información sensible que se le supone que posee, especialmente en lo que se refiere a la financiación de partidos políticos realizada con fondos del propio palacio de la Música.
En agosto de 2010 se da a conocer que Ferrovial pagó supuestamente comisiones del 4% al partido del CDC, por entonces era mayoría en el Gobierno de la Generalidad. En concreto por concepto del palacio cobró 5,9 millones de euros.
El fallo de la sentencia emitida por la sección 10 de la Audiencia de Barcelona, publicada el 15 de enero de 2018, condenó a Jordi Montull Bagur a siete años y medio de prisión; a su hija Gemma Montull a 4 años y medio de prisión; y al expresidente Félix Millet a nueve años y ocho meses de prisión. Su esposa, Marta Vallès Guarro, y su hija, Laia Millet Vallès, han sido declaradas partícipes a título lucrativo, por lo que Marta Vallès tiene que devolver al palacio 6,41 millones de euros y su hija Laia, 112.782 euros. También fue condenado Daniel Osàcar (extesorero de CDC), y Convergencia Democrática de Cataluña por el decomiso de 6,6 millones de euros. Félix Millet fue multado con 4,1 millones de euros por blanqueo de capitales y por delito de fraude a Hacienda, y entre él y Jordi Montull deberán devolver al palacio de la Música Catalana más de 23.2 millones de euros. La Sala de lo Penal del Tribunal Supremo confirmó posteriormente la mayoría de las condenas, si bien redujo ligeramente las de Gemma Montull y Daniel Osàcar.